# Campeonato Mundial de Triatlón de 1993
El V Campeonato Mundial de Triatlón se celebró en Mánchester (Reino Unido), el 22 de agosto de 1993 bajo la organización de la Unión Internacional de Triatlón (ITU) y la Unión Británica de Triatlón.

## Resultados
| Evento    | Oro                       | Plata                       | Bronce                      |
| --------- | ------------------------- | --------------------------- | --------------------------- |
| Masculino | Spencer Smith Reino Unido | Simon Lessing Reino Unido   | Hamish Carter Nueva Zelanda |
| Femenino  | Michellie Jones Australia | Karen Smyers Estados Unidos | Joanne Ritchie · Canadá     |

### Masculino
| Puesto            | Triatleta     | País          |       |       |       | Final   |
| ----------------- | ------------- | ------------- | ----- | ----- | ----- | ------- |
| Medalla de oro    | Spencer Smith | Reino Unido   | 18:04 | 44:43 | 48:33 | 1:51:20 |
| Medalla de plata  | Simon Lessing | Reino Unido   | 18:05 | 50:49 | 44:08 | 1:53:02 |
| Medalla de bronce | Hamish Carter | Nueva Zelanda | 18:13 | 44:54 | 50:22 | 1:53:29 |

### Femenino
| Puesto            | Triatleta       | País           |       |         |       | Final   |
| ----------------- | --------------- | -------------- | ----- | ------- | ----- | ------- |
| Medalla de oro    | Michellie Jones | Australia      | 19:53 | 59:12   | 48:36 | 2:07:41 |
| Medalla de plata  | Karen Smyers    | Estados Unidos | 19:56 | 1:03:54 | 43:53 | 2:07:43 |
| Medalla de bronce | Joanne Ritchie  | Canadá         | 19:45 | 1:02:54 | 46:07 | 2:08:46 |

## Medallero
| Núm. | País           | Oro | Plata | Bronce | Total |
| ---- | -------------- | --- | ----- | ------ | ----- |
| 1    | Reino Unido    | 1   | 1     | 0      | 2     |
| 2    | Australia      | 1   | 0     | 0      | 1     |
| 3    | Estados Unidos | 0   | 1     | 0      | 1     |
| 4    | Canadá         | 0   | 0     | 1      | 1     |
| 4    | Nueva Zelanda  | 0   | 0     | 1      | 1     |
|      | TOTAL          | 2   | 2     | 2      | 6     |